# Ameerega boliviana
Ameerega boliviana är en groddjursart som först beskrevs av George Albert Boulenger 1902.  Ameerega boliviana ingår i släktet Ameerega och familjen pilgiftsgrodor. IUCN kategoriserar arten globalt som livskraftig. Inga underarter finns listade i Catalogue of Life.